# Кутовий Вячеслав Григорович
Вячесла́в Григо́рович Кутови́й (* 24 квітня 1971, місто Боярка, Києво-Святошинський район, Київська область) — український політик. Народний депутат України. 

## Освіта
У 1995 році вступив до Івано-Франківського державного технічного університету нафти і газу на факультет проектування та будівництва нафтогазопроводів та нафтогазосховищ, де у 2001 отримав диплом магістра. У 2005 році отримав другий диплом на факультеті міжнародного права Київського національного університету імені Тараса Шевченка.

## Кар'єра
- 1986–1987 — учень Київського виробничого взуттєвого об'єднання «Спорт».
- 1988 — монтажник Вишневського спецрембудуправління управління Київського рембудтресту.
- 1988–1990 — водій в ТОВ «2 Р».
- 1990–1992 — військова служба в збройних силах України.
- 1992–1995 — водій в ТОВ «2 Р».
- 1995–1998 — машиніст компресорних установок в РПУ «Київавтогаз».
- З 1998 — голова товариства ТОВ «Газовик» — всеукраїнської компанії, що займається гуртовим та роздрібним продажем газового обладнання, здійснює виготовлення та обслуговування обладнання для газових заправних станцій, проводить сервісне обслуговування автозаправних станцій та СТО.

## Політична діяльність
2010–2012 — депутат Вишневої міської ради Києво-Святошинського району Київської області.
З 12 грудня 2012 до 27 листопада 2014 — народний депутат України 7-го скликання від партії Всеукраїнське об'єднання «Батьківщина», обраний в одномандатному окрузі № 95. Отримав 26.90% голосів виборців. Голова підкомітету з питань газової промисловості Комітету Верховної Ради з питань паливно-енергетичного комплексу, ядерної політики та ядерної безпеки.
В червні 2013 року в числі 148-ми народних депутатів України підписав Звернення депутатів від Партії регіонів і КПУ до польського Сейму з проханням «визнати Волинську трагедію геноцидом щодо польського населення і засудити злочинні діяння українських націоналістів». Цей крок перший Президент України Леонід Кравчук кваліфікував як національну зраду.

## Родина
Батько Григорій Михайлович — будівельник, мати Надія Григорівна — бухгалтер.
Дружина — Кутова Олена Миколаївна. Син — Кутовий Олександр Вячеславович. Дочка — Кутова Маргарита Вячеславівна.

## Довідка
- Кутовий Вячеслав Григорович [Архівовано 20 жовтня 2020 у Wayback Machine.] dovidka.com.ua
- Офіційний сайт Вячеслава Кутового